# Sidio
Sidio war ein Volumenmaß für Flüssigkeiten in Maskat in Oman.
- 1 Sidio = 7/8 Liter[1]
- 34 Sidios = 1 Ferren = 30 Liter